# Sierra de la Oliva
La Sierra de la Oliva, también llamada Sierra de Almonacid y antiguamente Sierra de Diezma, es una pequeña alineación montañosa que forma parte del sistema de los Montes de Toledo, situada entre los términos municipales de Nambroca y Almonacid de Toledo en la provincia de Toledo, comunidad autónoma de Castilla-La Mancha, España. Cuenta con una extensión aproximada de 3 km de longitud y 1 km de anchura. Sus cotas oscilan entre los 650 m en sus estribaciones y los 901 m en el Pico Oliva, su punto más alto.

## Medio Físico
La Sierra de la Oliva está formada por rocas de origen paleozoico del basamento hercínico de los Montes de Toledo datadas en el Ordovícico y Silúrico que han quedado expuestas por la erosión tras la orogenia varisca dando lugar a relieves suaves y crestones redondeados sin evidencia de glaciación, El clima es mediterráneo continentalizado con inviernos fríos con heladas frecuentes veranos secos y calurosos y precipitaciones anuales entre 400 mm y 550 mm concentradas en otoño y primavera, favoreciendo el desarrollo de monte bajo y bosque mediterráneo adaptados a la estacionalidad de las lluvias.

## Flora y Fauna
La vegetación de la Sierra de la Oliva corresponde al típico bosque mediterráneo dominado por bosques de encina y quejigo con un sotobosque de tomillo, romero y jara pringosa. En las zonas más bajas de las laderas se disponen olivares que aprovechan los suelos más profundos. Entre los mamíferos destacan el jabalí, corzo, zorro y tejón accediendo ocasionalmente lince ibérico desde la Dehesa del Castañar. Entre las aves habitan el águila real, águila imperial ibérica, buitre leonado y cernícalo vulgar junto a picapinos y abubilla en las zonas arboladas pudiéndose ver asimismo chotacabras y alcaudón real en los matorrales más abiertos. Entre los reptiles se localizan lagarto ocelado y víbora hocicuda mientras que los anfibios incluyen tritón pigmeo en charcas temporales en la vertiente norte.

## Comunicaciones
La Sierra de la Oliva está recorrida por el Camino de Chueca que parte de Nambroca ascendiendo por la vertiente norte hasta los collados superiores y por el Camino de Burguillos que conecta con Burguillos de Toledo permitiendo el descenso noroeste desde la meseta superior. La Cañada Real de Sevilla cruza el paraje de El Pozo de San Cristóbal uniendo Chueca con Nambroca a su paso por el centro de la sierra y el PR-TO 22 parte de la ermita de la Virgen de la Oliva en Almonacid de Toledo recorriendo la cresta de la sierra hasta conectar con los senderos de la Sierra de Nambroca. En cuanto a las vías rodadas la Autovía de los Viñedos discurre al norte de la sierra facilitando el acceso por pistas de tierra que parten de la CM-4000 de Toledo a unos 3 km al norte desde donde parten caminos rurales que llevan a las faldas de sierra. Las localidades más cercanas son Nambroca al norte Chueca y Villaminaya al sur Burguillos de Toledo, Cobisa y Argés al noroeste, y Almonacid de Toledo al este.
La ermita de la Virgen de la Oliva se alza en la vertiente oriental de la Sierra de la Oliva, a unos 800 metros de altitud, vigilando el valle que separa esta sierra de la de Nambroca. Construida en el siglo XVII, combina elementos del barroco popular castellano con una sencilla nave de muros blancos y un pequeño campanario. Tradicionalmente, los vecinos de Almonacid de Toledo suben en romería hasta sus puertas cada 15 de agosto para celebrar la festividad de la Virgen.